# Испитивање коштане сржи
Испитивање коштане сржи представља анализу узорка коштане сржи добијеног биопсијом или аспирацијом. Коштана срж испитује се у оквиру дијагностике многобројних болести као што су рак, мултипли мијелом, разни облици анемије и панцитопенија. Коштана срж производи ћелијске елементе крви укључујући крвне плочице, црвена и бела крвна зрнца. Иако се до многобројних информација може доћи и анализирањем венске крви, понекад је неопходно и испитивање самог извора крвних зрнаца (коштане сржи) како би се објасниле абнормалности крвних ћелија или њихова смањена или повишена концентрација.
Узорак сржи за хематолошку анализу узима се путем аспирације или биопсије. Понекад се за узимање материје упоредо користе паралелно обе методе. У оба поступка узорак се обично узима из гребена бедрене кости, мада се аспирацијом срж узима и из грудне кости. Код мале деце узорак коштане сржи узима се из једне од костију потколенице.

## Поступак узимања узорка
|           | Аспирација | Биопсија                                                                                           |
| --------- | --- | -------------------------------------------------------------------------------------------------- |
| Предности | - Брза - Даје релативне количине различитих типова ћелија - Даје материјал за даље студије, нпр. за молекуларну генетику и проточни цитометар | - Даје састав ћелија и строме коштане сржи - Приказује све ћелије - Објашњава узрок „суве славине“ |
| Недостаци | - Не представља све ћелије | - Спора обрада                                                                                     |

## Постинтервенциони период
Након што је поступак завршен и коштана срж прикупљена, пацијенту се саветује да проведе у лежећем положају наредних 5 до 10 минута. Након тог периода, пацијенту је допуштено да устане и врати се лаганим уобичајеним активностима. Уколико је срж узета из потколенице пацијенту се препоручује да ходање сведе на минимум. Због постанестезионих болова препоручује се узимање аналгетика, који се пију у просеку три дана од обављања захвата.
Крварење, повишена телесна температура, повећање интензитета бола или отицање места и предела одакле је узета срж, само су неке од компликација које се могу јавити. У прва 24 сата се не препоручује купање.

## Контраиндикације
Постоји неколико контраиндикација за узимање коштане сржи. Најчешће је реч о нежељеном прекомерном крварењу. Међутим, може се догодити и упала (инфицирање) меког ткива изнад кукова. Због тога се води рачуна о избору места биопсије, односно аспирације.

## Компликације
Уколико се занемари постојање бола који обично траје минимално од 12 до 24 сата, озбиљније компликације су врло ретке. Према испитивањима стручњака из Уједињеног Краљевства на 55.000 вађења коштане сржи, 26 особа је имало озбиљније нежељене последице укључујући и смртни исход. Процентуално гледано 0,05% пацијента или сваки 2.116. пацијент је имао озбиљније компликације. Исто истраживање показало је да је на 19.000 особа њих 16 (0,08%) имало нежељене последице. Међу компликацијама, најчешћа је појава обимнијег крварења а студија је показала да су компликације ретке и појединачне.